# Vestin chrám

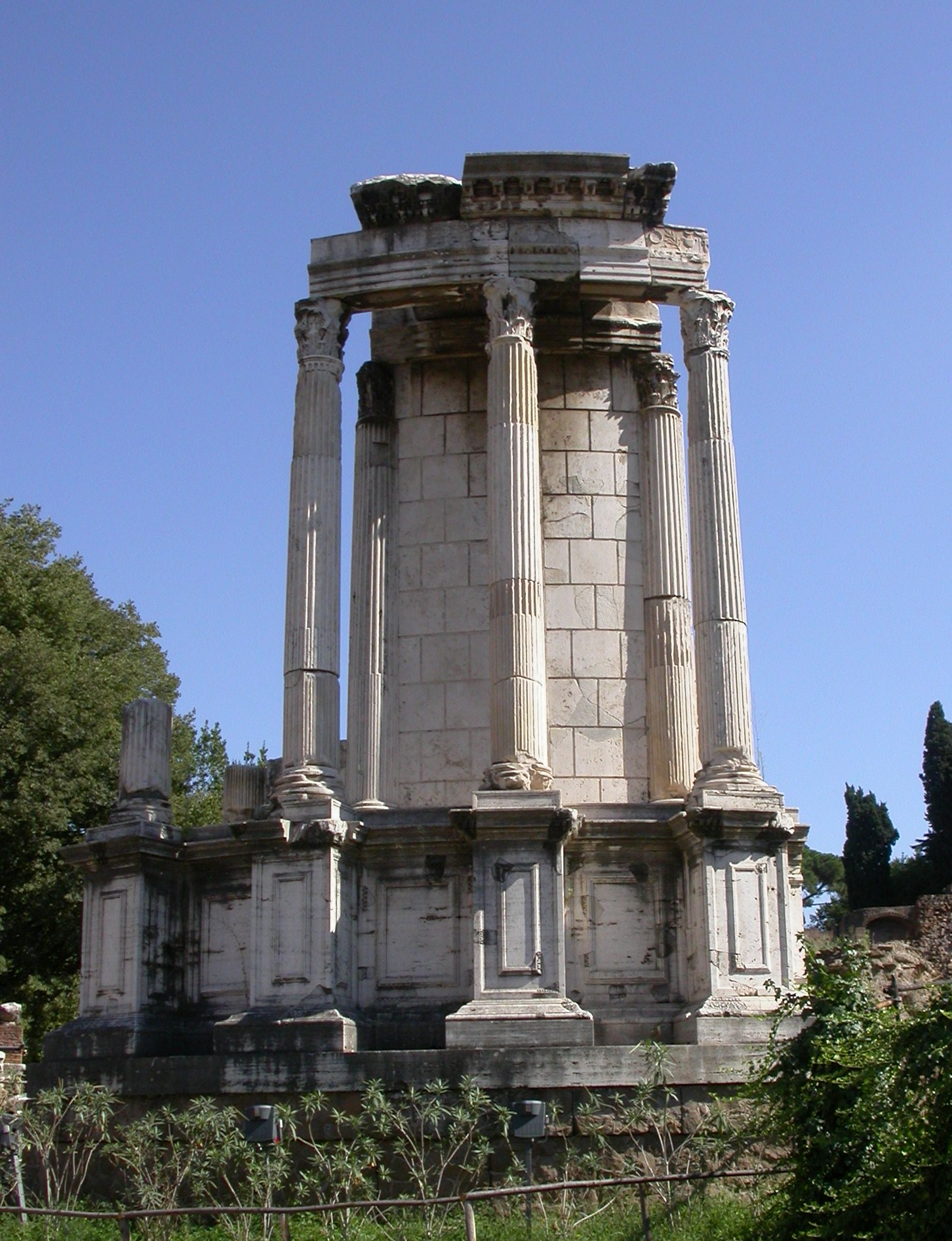
Zbytky Vestina chrámu

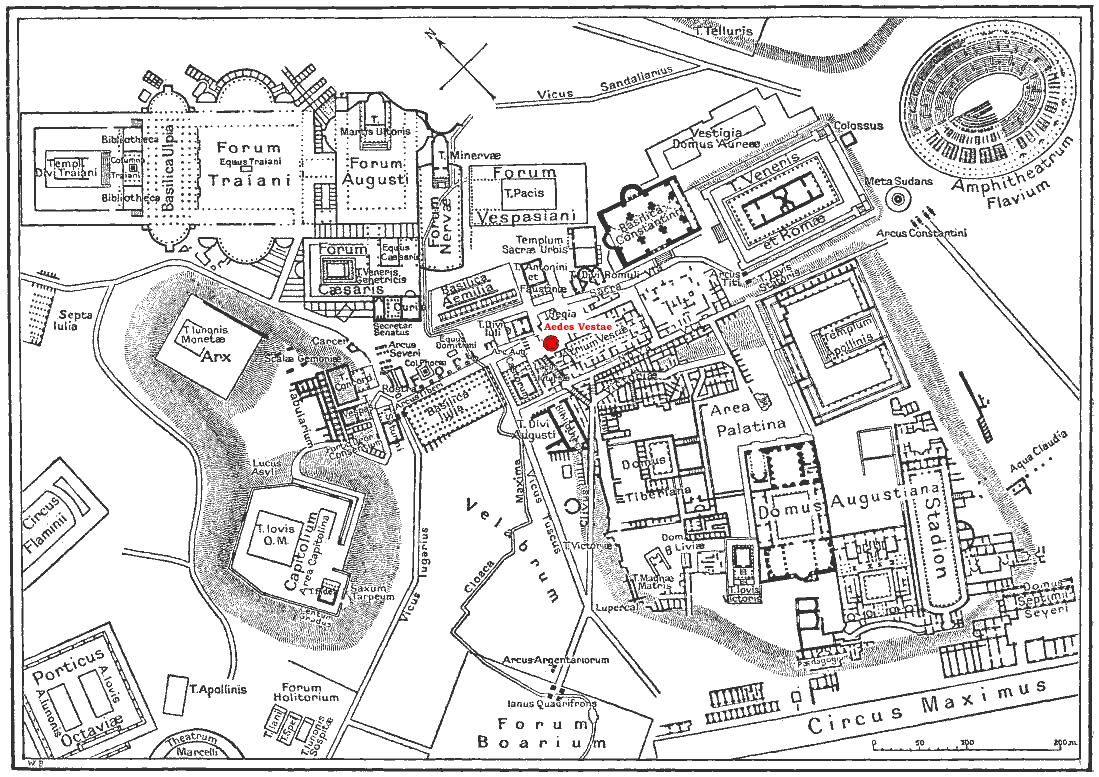
Poloha chrámu

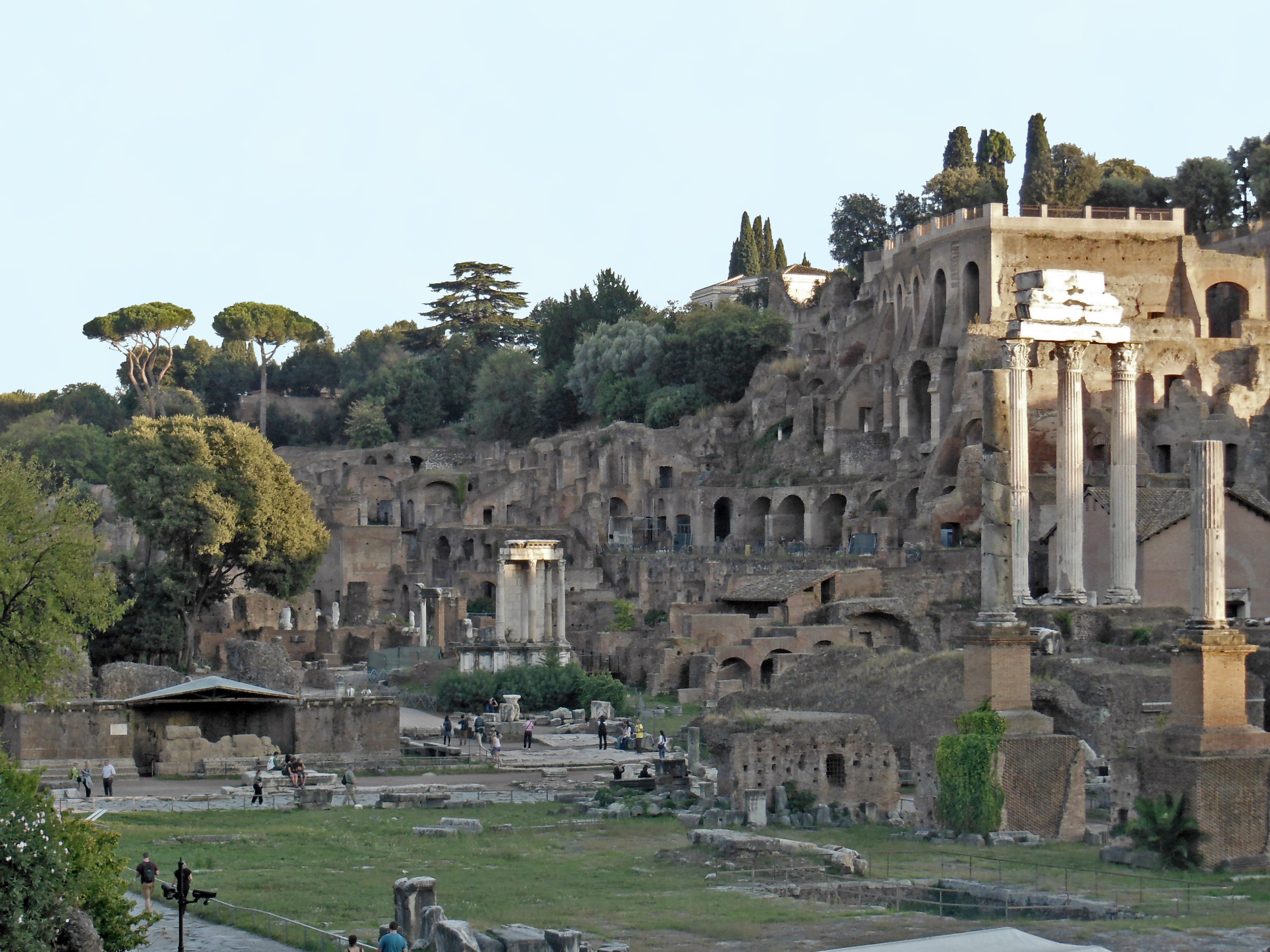
Poloha chrámu pod Palatinem

Vestin chrám (italsky: Tempio di Vesta) je centrální svatyní římského Fora Romana zasvěcenou Vestě - bohyni rodinného krbu a domovů a ochránkyni Říma i celého impéria.

## Historie a význam
Chrám patrně založil v 7. století př. n. l. římský král Numa Pompilius a jako opatrovnice zvolil kněžky bohyně Vesty - Vestálky. V chrámu se nikdy nenacházela kultovní socha bohyně. Vestiným oltářem byl krb a jejím zpodobněním byl oheň, který Vestálky uchovávaly. Tento posvátný oheň byl zároveň i symbolem věčnosti Říma, a proto nesměl nikdy vyhasnout. Staří Římané věřili, že když Vestin plamen uhasne, uhasne tím i sláva celé jejich říše. Kromě ohně ochraňovaly Vestálky také různé posvátné předměty, z nichž nejvzácnější bylo nejspíše palladium s bohyní Minervou, které podle pověsti přivezl z Tróje Aineiás, aby potvrdilo věčnost Říma. Jelikož chrám spravovaly kněžky, byl mužům vstup do budovy zakázán.
Vestin chrám chránil posvátný oheň uvnitř, avšak oheň ho zasáhl i zvenčí. V celé historii hořela antická památka celkem dvakrát. Nejničivější požár propukl za vlády císaře Nerona v roce 64, během kterého shořela velká část antického Říma, včetně Vestina chrámu. Obnovy se stavba dočkala až v roce 191, kdy ho nechala zrekonstruovat Julia Domna, manželka císaře Septimia Severa.
V roce 394 nechal císař Theodosius I. zavřít chrám a od té doby budova chátrala. Přibližně v 8. či 9. století se staly z kdysi honosné stavby jen trosky a zbylé kusy sloupů a zdí byly použity na výstavbu středověkého ochranného opevnění. V době renesance byly znalosti o poloze chrámu už tak špatné, že někteří badatelé si ho pletli se stavbami na úpatí Palatinu. Teprve až při vykopávkách na přelomu 19. a 20. století byly objeveny ruiny této antické stavby.

## Architektura

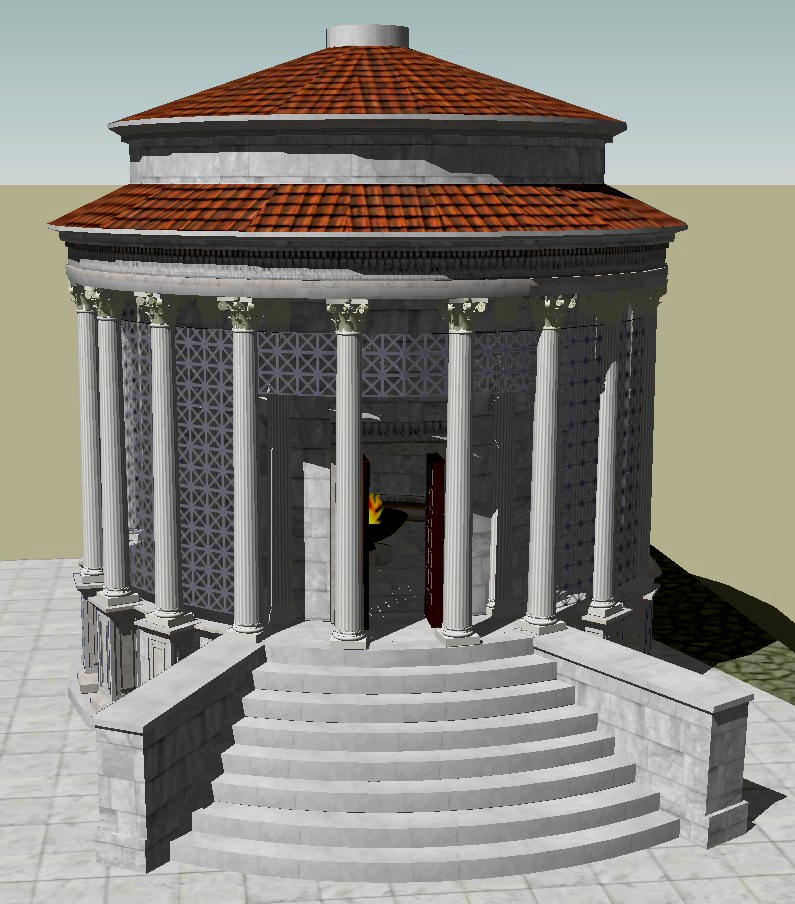
3D rekonstrukce

Chrám byl postaven po vzoru nejstarších římských domů s kruhovým půdorysem. Stojí na vyvýšené plošině o průměru 14 - 15 metrů, která byla kdysi obklopená dvaceti korintskými sloupy. Jako všechny Vestiny chrámy, i ten římský měl vchod směrem na východ, což symbolizovalo spojení Vestina ohně a Slunce jako zdroj života.
Jelikož sloupy byly velmi nízké, měly kromě funkce podpírání kladí spíše funkci dekorativní. Prostory mezi nimi byly vyplněny železnou ozdobnou mříží. Zajímavé je, že římsa, obložení sloupů a ozdobný vlys byly vyrobeny vždy z jednoho jediného kusu mramoru. Žádný z nich se však nedochoval úplně celý, ale jen v mnoha úlomcích. Pro zvýšení stability střechy bylo sloupoví propojeno se zdí hlavní posvátné místnosti. Uprostřed kuželovité střechy se nacházel otvor, který sloužil k vývodu kouře z posvátného ohně a prosvětlení místnosti. Z dobových mincí, na nichž je Vestin chrám vyobrazen, vyplývá, že otevřená část střechy byla opatřena bronzovým uzávěrem, který měl chránit vnitřek budovy před nepříznivým počasím.
Za hlavní posvátnou místností, kde byl uchováván oheň, se nacházela menší tajná komnata, v níž Vestálky ochraňovaly nejvzácnější posvátné předměty (viz výše). Patrně se zde také nacházela menší šachta, kam se ukládal popel z ohně, který jednou za rok Vestálky slavnostně vysypaly do Tibery.
Ve 30. letech 20. století prošel chrám částečnou rekonstrukcí. Aby zrestaurovaná část vypadala co nejautentičtěji, byly použity originální kusy antických mramorových bloků.